# Tournoi international de rugby à sept de Tanger
Le Tournoi international de rugby à sept de Tanger, souvent appelé Tanger Sevens, est une compétition internationale de rugby à sept qui oppose les sélections des pays participants. Le tournoi fut créé en 2003.

## Généralités
C'est l'association de rugby de Tanger qui est à l'origine de ce tournoi ; née le 18 octobre 2001, cette association se donne pour objectif la création d'une école de rugby. Elle est reconnue par la Fédération Royale Marocaine de Rugby et reçoit le soutien dans ses initiatives de la Confédération Africaine de Rugby et de l'International Rugby Board.
Le tournoi est organisé sous l'égide de la Confédération africaine de rugby, et soutenu par la Fédération royale marocaine de rugby.
À ce jour, deux tournois internationaux de rugby à sept sont organisés sur le continent africain : Tanger (Maroc) et Nairobi (Kenya). Ces deux compétitions offrent aux équipes engagées la possibilité de se positionner pour le World Seven Tour, le circuit mondial de rugby à sept.

## Palmarès
- 2010 : Sélection Alsace-Lorraine
- 2009 :  France
- 2008 :  Tunisie
- 2007 :  France
- 2006 :  Tunisie
- 2005 :  Maroc
- 2004 :  Maroc

Les équipes qui ont déjà participé au Tanger 7's sont :
- Maroc, Tunisie, Côte d'Ivoire, Sénégal, Kenya, Zimbabwe, France, Sud Ouest Ovalie Sevens, Belgium Barbarians, Gilbratar, Sélection Alsace-Lorraine, Sélection Andalousie, Paris Clichy, OCSafi, Université Agadir, COCasablanca, ART Tanger, MAROC Scolaire, MAROC Universitaire